# 이마세 준야
이마세 준야(일본어: 今瀬 淳也, 1993년 1월 3일 ~ )는 일본의 축구 선수이다. 현재 J2리그의 카탈레 도야마에서 뛰고 있다.

## 구단 경력
그는 2015년부터 J리그의 미토 홀리호크, 카탈레 도야마에서 뛰었다.